# Mario Benzing
Pour les articles homonymes, voir Benzing.
Mario Benzing (Côme, 7 décembre 1896 – Milan, 29 novembre 1958), est un écrivain italien d’origine allemande.
Après avoir accompli ses études à Lausanne et à Londres, il s’établit à Milan. Pendant la première Guerre mondiale il enrôle dans la Santé Militaire et fait la connaissance d'Ernest Hemingway. Entre les deux guerres, il écrit en italien des romans et des biographies de personnages de l’histoire ancienne, comme Messaline, Cléopâtre ou la reine Christine de Suède.
Il travaille beaucoup comme traducteur littéraire, traduisant de l’allemand, de l’anglais et du français. Les lois fascistes imposant à l'époque d’« italianiser » tous les noms, il signe souvent Mario Benzi. Les auteurs auxquels il s'intéresse pour la plupart, souvent comme premier traducteur italien, furent Jack London, Joseph Conrad, Rudyard Kipling, Arthur Schnitzler, Lewis Carroll, Ernst Theodor Amadeus Hoffmann, Pelham Grenville Wodehouse, Edgar Allan Poe, Herbert George Wells, Sigrid Undset. Il traduit aussi René Bazin, Jacques Benoist-Méchin et les mémoires écrites sur Napoléon Ier par le baron Agathon Jean François Fain.
Son fils, Enrico Benzing, est un ingénieur et journaliste sportif spécialiste du sport automobile réputé.